# Ярловци
Ярловци (болг. Ярловци) — село в Болгарии. Находится в Перникской области, входит в общину Трын. Население составляет 47 человек.
В селе есть православный храм Святого великомученика Димитрия Солунского, построенный в 1835 году. Сохранилась Римская баня (облицованный ограждённый бассейн в форма яйца).

## Люди, связанные с селом
- 16 марта 1920 года в Ярловцах родился Денчо Знеполски — партизанский командир, затем партийный функционер Болгарской Коммунистической партии, генерал-майор в Болгарской Народной Армии, журналист и политик.
- 9 сентября 1920 года в Ярловцах родился видный болгарский политик и дипломат Митко Григоров.